# Württembergische T 4
Die T 4 der Königlich Württembergischen Staats-Eisenbahnen (K.W.St.E.) waren laufachsenlose Güterzugtenderlokomotiven mit vier Kuppelachsen.

## Beschreibung
Als die Lokomotiven der Gattung T 3 für den Schiebedienst auf der Geislinger Steige nicht mehr ausreichten und man häufig mit zwei Maschinen nachschieben musste, ließ der Maschinenmeister der K.W.St.E. Eugen Kittel eine vierfach gekuppelte Lokomotive entwickeln, die deshalb die doppelte Leistung erbringen sollte. Da für den Dienst auf der Steigungsstrecke nicht mehr Lokomotiven benötigt wurden, blieb es bei acht Exemplaren, von denen fünf 1906 und drei 1909 geliefert wurden. Sie galten zu ihrer Zeit als die schwersten vierfach gekuppelten Lokomotiven in Deutschland. Die Lokomotiven fuhren zusätzlich zum Schiebedienst auf der Geislinger Steige auch auf den angrenzenden Streckenabschnitten Göppingen – Geislingen und Beimerstetten – Ulm und versahen Rangierdienst im Rangierbahnhof Ulm. Die württembergische Variante der T14 übernahm ab 1921, unter anderen, den Schiebedienst der T4 auf der Geislinger Steige.
Bei der Konstruktion des Kessels hatte man besonderen Wert auf einen großen Dampfraum und eine tiefliegende Decke der Feuerbüchse gelegt, so dass ein Nachschiebevorgang ohne Nachspeisen von Wasser beendet werden konnte, was zu einer Absenkung des Kesseldrucks geführt hätte und damit zu einem Leistungsrückgang. Zugleich wurde damit für Nassdampflokomotiven auch verhältnismäßig trockener Dampf bereitgestellt. Bei einer Steigung von 22 ‰ konnten mit 275 t noch 15 km/h erreicht werden. Die geforderte Leistungen wurde damit von den Maschine erreicht. Um die Radreifen und Bremsklötze bei den Talfahrten zu schonen, waren die Lokomotiven mit Riggenbach-Gegendruckbremsen ausgestattet. Die Achsen waren zur Verbesserung der Kurvengängigkeit mit seitenverschiebbaren Achsen Typ Gölsdorf ausgerüstet. Zur besseren Sicht nach vorne wurden die Wasserkästen abgeschrägt ausgeführt.
Die Erfahrungen mit der T4 flossen in die Konstruktion der ebenfalls D-gekuppelten württembergischen T6 ein.
Die Deutsche Reichsbahn übernahm alle acht Lokomotiven und ordnete sie 1925 als Baureihe 921 in ihren Nummernplan ein. Nach dem Zweiten Weltkrieg gelangten sie zur Deutschen Bundesbahn, wo sie zwischen 1946 und 1948 ausgemustert beziehungsweise als Werklokomotiven verkauft wurden. 92 107 wurde an die Mindener Kreisbahn verkauft.

## Fahrzeugliste
| Fabriknr. ME | Baujahr | Bahnnummer K.W.St.E. | Bahnnummer DR |
| ------------ | ------- | -------------------- | ------------- |
| 3370         | 1906    | 851                  | 92 101        |
| 3371         | 1906    | 852                  | 92 102        |
| 3372         | 1906    | 853                  | 92 103        |
| 3373         | 1906    | 854                  | 92 104        |
| 3374         | 1906    | 855                  | 92 105        |
| 3521         | 1909    | 856                  | 92 106        |
| 3522         | 1909    | 857                  | 92 107        |
| 3523         | 1909    | 858                  | 92 108        |